# 1981 aux échecs
| Années des échecs : 1978 - 1979 - 1980 - 1981 - 1982 - 1983 - 1984    |
| Décennies des échecs : 1950 - 1960 - 1970 - 1980 - 1990 - 2000 - 2010 |

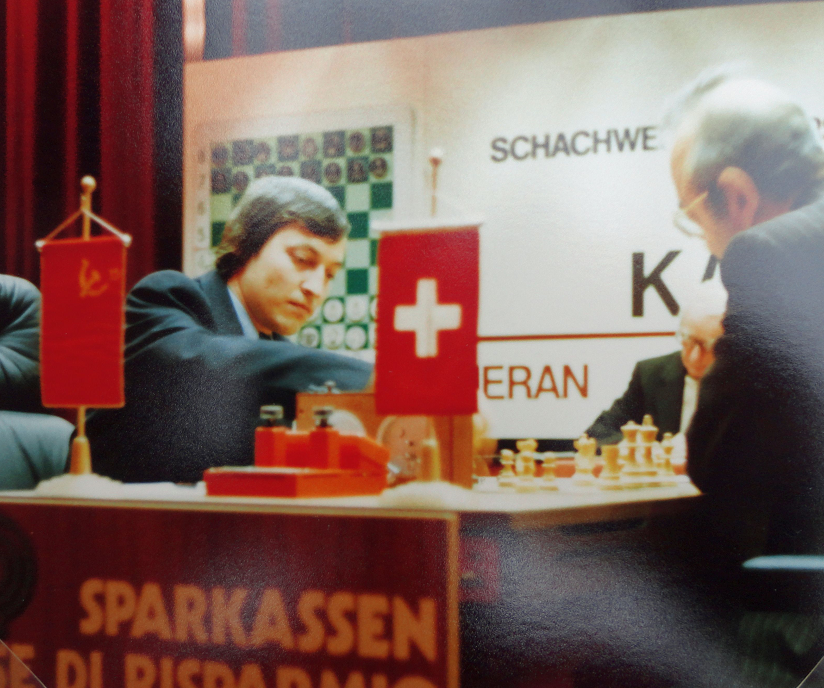
Anatoly Karpov et Viktor Korchnoi en 1981 à Merano, en Suisse

Cet article présente les faits marquants de l'année 1981 aux échecs.

## Événements majeurs
- Anatoli Karpov remporte à Merano (Suisse) le deuxième championnat du monde qui l'oppose à Viktor Kortchnoï sur le score de 11 à 7. Peu après, l'épouse et le fils de Kortchnoï obtiennent leur visa pour l'Occident, alors qu'ils n'étaient auparavant pas autorisés à quitter l'URSS[1].

## Championnats nationaux
- Albanie : Fatos Muço[2]

- Argentine : Pas de championnat[3],[4]. Chez les femmes, Edith Soppe s’impose.
- Autriche : Franz Hölzl remporte le championnat[5]. Chez les femmes, pas de championnat[6].
- Belgique : Richard Meulders et Ronny Weemaes remportent le championnat[7]. Chez les femmes, Simonne Peeters s’impose[8].
- Brésil: Jaime Sunye Neto remporte le championnat[9]. Chez les femmes, c’est Jussara Chaves qui s’impose.
- Canada : Igor Ivanov remporte le championnat[10]. Chez les femmes, Nava Shterenberg s’impose[11].
- Chine :  Ye Jiangchuan remporte le championnat[12]. Chez les femmes, Liu Shilan s’impose.
- Écosse : Graham Morrison remporte le championnat [13].
- Espagne : Manuel Rivas Pastor remporte le championnat[14]. Chez les femmes, c’est Nieves Garcia qui s’impose[15].
- États-Unis : Walter Browne et Yasser Seirawan remportent le championnat[16]. Chez les femmes, Diane Savereide s’impose[17].
- France : Seret remporte le championnat [18]. Chez les femmes, Legendre s’impose[19].
- Inde : Manuel Aaron remporte le championnat[20].
- Iran : Pas de championnat[21].

- Pays-Bas : Jan Timman remporte le championnat [22]. Chez les femmes, c’est Erika Belle qui s’impose.
- Pologne : Włodzimierz Schmidt remporte le championnat[23].
- Royaume-Uni : Paul Littlewood remporte le championnat[24].

- Suisse : Heinz Wirthensohn remporte le championnat [25]. Chez les dames, c’est Vanda Veprek-Bilinski qui s’impose[26].
- RSS d'Ukraine : Vladimir Malaniouk remporte le championnat[27],[28], dans le cadre de l’U.R.S.S.. Chez les femmes, Natalia Gasiunas s’impose[29].
- République fédérative socialiste de Yougoslavie : Božidar Ivanović remporte le championnat[30],[31]. Chez les femmes, Gordana Marković s’impose.

## Divers
- L'URSS avec Garry Kasparov au premier échiquier, remporte l'olympiade universitaire à Graz (Autriche) avec 32 points devant l'Angleterre (30 points) et la Hongrie (29 points)[32].

## Naissances
- Laurent Fressinet
- Júlia Movsesjan (26 novembre)
- Krishnan Sasikiran

## Nécrologie
- En 1981 : Anastasios Anastasopoulos (en), Julius Nielsen (en), Nicolas Engalicev (en), Luis Augusto Sánchez (en)
- 8 janvier : Alexandre Kotov
- 24 janvier : Veikko Hänninen (en)
- 31 janvier : Josef Dobiáš (en)
- 15 février : Esteban Canal
- 4 mars : Nancy Elder (en)
- 5 mars : Vidrik Rootare (en)
- 25 mars : Edward Lasker
- 5 avril : Toivo Salo (en)
- 19 avril : Christian Poulsen (en)
- 14 juin : Paul Devos (en)
- En août : Tihomil Drezga
- 3 août : Wolfgang Heidenfeld (en)
- 7 août : Gunnar Uusi (en)
- 20 septembre : Hugh Blandford (en)
- 26 septembre : Yuri Sakharov (en)
- 29 septembre : Irving Chernev, Kurt Dreyer (en)
- 24 octobre : Alexander Kevitz
- 27 octobre : Lūcijs Endzelīns (en)
- 12 novembre : Herman Pilnik
- 26 novembre : Max Euwe
- 4 décembre : Karl Gilg (en)
- 12 décembre : E. Verner Nielsen (en)
- 30 décembre : Joseph Platz (en)